# Sandra Hess
Sandra Hess (Zúrich, 27 de marzo de 1968) es una actriz y modelo suiza reconocida principalmente por interpretar a Sonya Blade en la película Mortal Kombat: Aniquilación, basada en la saga de videojuegos de lucha del mismo nombre.

## Biografía
Comenzó trabajando como modelo y en televisión cuando tenía sólo 15 años. Después de completar la escuela secundaria, entró en la Universidad de Zúrich para estudiar Derecho, pero pronto decidió que no era la dirección correcta para ella. Hess vino sola a los Estados Unidos para comenzar una carrera y buscar el éxito.
Una vez instalada en Los Ángeles, Sandra comenzó a tomar clases de actuación. Su primera ruptura fue el cine de comedia fue Encino, en el papel de una chica de las cavernas con Brendan Fraser. Más tarde en 1997 tomó el papel de Sonya Blade en la película Mortal Kombat: Aniquilación. Sandra disfrutaba de la acción y los aspectos de ese proyecto y En 1998, interpretó la Inmortal Cazarrecompensas Reagan Cole, un amiga de Duncan MacLeod, en el Noveno episodio de la Sexta Temporada de Highlander:La Serie,desde entonces no le falta trabajo.
Entre sus otras funciones son las de plomo en el telefilm de Nick Furia: Agente de Shield (en la que desempeñó un villano), sobre la base de Marvel comics, y los puntos de huéspedes en la serie Lois & Clark: The New Adventures of Superman, Deslizadores y SeaQuest DSV. También ha aparecido recientemente como estrella invitada en "CSI: Crime Scene Investigation", el espectáculo que aparecen en la cuarta temporada de estreno.
Sandra ha aparecido en Pensacola: Alas del oro, donde interpreta a Alexandra Jensen, una de las pocas mujeres en el escuadrón y un miembro de los Nuggets con los "francotiradores".
Unos pocos años atrás, Sandra Hess compró una casa en Los Ángeles. Ella vive allí con su novio Michael Trucco (coestrella en Pensacola: Alas del oro), su perro y su gato Gracie y Cosmo. En su tiempo libre, poco frecuente, Sandra disfruta de yoga, elaboración, visitar amigos, y excursiones con Gracie, un perro callejero se salvó de las calles de Los Ángeles.
El 18 de julio de 2008 hizo su primera aparición en el Hospital General de Sasha como el abogado de la mafia ruso Andre Karpov.